# 夜郎鱼属
夜郎鱼属（学名：Yelangichthys）是一类已灭绝的龙鱼目鱼类，其化石发现于中国的中三叠世安尼期（约2.45-2.44亿年前）地层。

## 描述
已知的夜郎鱼属化石包含两个不完整的头骨（缺少吻部前端）和一些其他的骨头，但足以让人复原它们的原貌。事实上，通过与著名的龙鱼属进行对比，可以认为夜郎鱼属是一种身体细长瘦削的鱼，其大约一米长，头骨细长，末端呈锐角状。与龙鱼属不同的是，夜郎鱼属拥有一个巨大的头骨，颅顶平坦而宽阔，最重要的是，它有着不同寻常的牙齿：这些牙齿非常坚固，有一个宽大的基部和一个类似于十字螺丝刀的尖端。此外，夜郎鱼属的嗅神经穿过了一个眶间窝。

## 分类
2013年对巨首夜郎鱼进行的首次是基于在中国贵州省普安县发现的化石，这些化石被认为是龙鱼目的一类全新的特殊种群。龙鱼目是一类生存于三叠纪的拥有典型细长体型的鱼类，它们是鲟鱼的远亲，大部分物种为掠食者。
夜郎鱼属的形态特征使得最初的描述者建立了一个独立的夜郎鱼科（Yelangichthyidae），该科是龙鱼目中最基底的类群。
本属包括以下物种：
- 巨首夜郎鱼 Yelangichthys macrocephalus Wu et al., 2013（模式种）

## 古生态学
夜郎鱼属可能是一类以带硬壳生物为食的龙鱼类，奇特的齿列和颌骨的形态表明夜郎鱼属具有强大的咬合力，可以咬碎软体动物等海洋生物的壳。